# Battlefield
Battlefield (engelska för “slagfält”) är en spelserie skapad av det svenska spelföretaget DICE och som ges ut av Electronic Arts. Det som kännetecknar spelen är stora strider, både till fots och i fordon. Man kan spela ensam eller tillsammans med andra spelare i ett nätverk. För att förhindra fusk i spel i Battlefield-serien använder sig många servrar av Punkbuster.
Battlefield har kallats för en av Sveriges främsta kulturexporter.

## Om serien
Battlefield är en serie förstapersonsskjutare som vanligtvis fokuserar på stora flerspelarspel-strider, körande av stridsfordon samt lagbaserade infanteristrider och lagarbete. Att spela i grupper (squads) har också blivit en central del i senare spel i serien. Sedan Battlefield 2 har alla spel i serien en onlinestatistik för varje spelare, vilket gör att spelarna kan få rangbefordran och låsa upp nya vapen och vapentillbehör utifrån sina statistiker samt erhålla olika utmärkelser såsom medaljer och band. Det har alltid funnits ett så kallat kit-system inom samtliga Battlefield-spel. Varje spelare måste välja en av flera soldatklasser, som bär på ett så kallat "kit". Varje kit innehåller ett visst primärvapen (såsom en automatkarbin, en kulspruta m.m.) och sidovapen (en pistol och en kniv) ihop med specialutrustning (såsom minor, raketgevär, förbandslådor, ammunitionslådor m.m.). På så sätt skapar dessa kits variation mellan de olika soldatklasserna.
Förmågan att hugga andra spelare med en kniv har alltid funnits i Battlefield-serien. Även sedan Battlefield 2142 får spelaren en belöning i form av dog tags (identitetsbrickor) när man hugger ner en fiende med sin kniv. Sedan Battlefield: Bad Company använder sig Battlefield-serien av den unika spelmotorn Frostbite Engine, som kan hantera förstörbara miljöer. Spelaren kan då förstöra flera element i spelvärlden (såsom byggnader, träd, etc.), och motorn ger bättre ljuseffekter och ljud. Denna motor har ytterligare utvecklats till Frostbite 2, som används i Battlefield 3, med större grafiska förbättringar, bättre ljud och storskalig förstörelse.
Samtliga Battlefield-spel innehåller ett flerspelarläge vid namn Conquest, där två lag tävlar om att ta kontrollen över ett antal kontrollpunkter utspridda över spelkartan. Om ett lag fångar de flesta av kontrollpunkterna, börjar motståndarlaget att förlora så kallade respawn-biljetter, som spelare behöver för att kunna återupplivas och återvända till flerspelarmatchen. Om ett lag förlorar alla respawn-biljetter förlorar de matchen och det andra laget blir segrare. I Battlefield: Bad Company infördes ett nytt spelläge som heter Rush, där ett lag försvarar ett antal mål som det andra laget måste förinta.

## Ludografi
| Version                                  | Spelmotor     | År   | Konsol                                                                    | Kommentar                                                                                                 |
| ---------------------------------------- | ------------- | ---- | ------------------------------------------------------------------------- | --- |
| Codename Eagle                           | Refractor 1   | 1999 | Microsoft Windows,                                                        | Föregångaren till serien                                                                                  |
| Battlefield 1942                         | Refractor 1   | 2002 | Microsoft Windows, Mac OS Classic                                         | Seriens första "Battlefield"-spel                                                                         |
| Battlefield 1942: The Road to Rome       | Refractor 1   | 2003 | Microsoft Windows, Mac OS Classic                                         | Expansionspaket till Battlefield 1942                                                                     |
| Battlefield 1942: Secret Weapons of WWII | Refractor 1   | 2003 | Microsoft Windows, Mac OS Classic                                         | Expansionspaket till Battlefield 1942                                                                     |
| Battlefield Vietnam                      | Refractor 1   | 2004 | Microsoft Windows                                                         | |
| Battlefield 2                            | Refractor 2   | 2005 | Microsoft Windows                                                         | |
| Battlefield 2: Modern Combat             | RenderWare    | 2005 | Playstation 2, PSP, Xbox, Xbox 360                                        | Det första konsolspelet i serien                                                                          |
| Battlefield 2: Special Forces            | Refractor 2   | 2005 | Microsoft Windows                                                         | Expansionspaket till Battlefield 2                                                                        |
| Battlefield 2: Euro Force                | Refractor 2   | 2006 | Microsoft Windows                                                         | Booster Pack till Battlefield 2                                                                           |
| Battlefield 2: Armored Fury              | Refractor 2   | 2006 | Microsoft Windows                                                         | Booster Pack till Battlefield 2                                                                           |
| Battlefield 2142                         | Refractor 2   | 2006 | Microsoft Windows, Mac OS Classic                                         | |
| Battlefield 2142: Northern Strike        | Refractor 2   | 2007 | Microsoft Windows, Mac OS Classic                                         | Booster Pack till Battlefield 2142                                                                        |
| Battlefield: Bad Company                 | Frostbite 1.0 | 2008 | Playstation 3, Xbox 360                                                   | |
| Battlefield Heroes                       | Refractor 2   | 2009 | Microsoft Windows                                                         | Gjort av DICE systerstudio Easy Studios. Spelet kan skaffas helt gratis                                   |
| Battlefield 1943                         | Frostbite 1.5 | 2009 | Playstation 3, Xbox 360                                                   | |
| Battlefield: Bad Company 2               | Frostbite 1.5 | 2010 | Microsoft Windows, Playstation 3, Xbox 360                                | |
| Battlefield: Bad Company 2: Vietnam      | Frostbite 1.5 | 2010 | Microsoft Windows, Playstation 3, Xbox 360                                | Expansionspaket till Battlefield: Bad Company 2                                                           |
| Battlefield Online                       | Refractor 2   | 2010 | Microsoft Windows                                                         | Modifierat Battlefield 2, av den sydkoreanska studion Neowiz Games, som endast är tillgängligt i Sydkorea |
| Battlefield Play4Free                    | Refractor 2   | 2011 | Microsoft Windows                                                         | Gjort av DICE systerstudio Easy Studios. Spelet kan skaffas helt gratis                                   |
| Battlefield 3                            | Frostbite 2   | 2011 | Microsoft Windows, Playstation 3, Xbox 360                                | |
| Battlefield 3: Back to Karkand           | Frostbite 2   | 2011 | Microsoft Windows, Playstation 3, Xbox 360                                | Expansionspaket till Battlefield 3                                                                        |
| Battlefield 3: Close Quarters            | Frostbite 2   | 2012 | Microsoft Windows, Playstation 3, Xbox 360                                | Expansionspaket till Battlefield 3                                                                        |
| Battlefield 3: Armored Kill              | Frostbite 2   | 2012 | Microsoft Windows, Playstation 3, Xbox 360                                | Expansionspaket till Battlefield 3                                                                        |
| Battlefield 3: Aftermath                 | Frostbite 2   | 2012 | Microsoft Windows, Playstation 3, Xbox 360                                | Expansionspaket till Battlefield 3                                                                        |
| Battlefield 3: End Game                  | Frostbite 2   | 2013 | Microsoft Windows, Playstation 3, Xbox 360                                | Expansionspaket till Battlefield 3                                                                        |
| Battlefield 4                            | Frostbite 3   | 2013 | Microsoft Windows, Playstation 3, Xbox 360, Playstation 4, Xbox One       | |
| Battlefield 4: China Rising              | Frostbite 3   | 2013 | Microsoft Windows, Playstation 3, Xbox 360, Playstation 4, Xbox One       | Expansionspaket till Battlefield 4                                                                        |
| Battlefield 4: Second Assault            | Frostbite 3   | 2014 | Microsoft Windows, Playstation 3, Xbox 360, Playstation 4, Xbox One       | Expansionspaket till Battlefield 4                                                                        |
| Battlefield 4: Naval Strike              | Frostbite 3   | 2014 | Microsoft Windows, Playstation 3, Xbox 360, Playstation 4, Xbox One       | Expansionspaket till Battlefield 4                                                                        |
| Battlefield 4: Dragon's Teeth            | Frostbite 3   | 2014 | Microsoft Windows, Playstation 3, Xbox 360, Playstation 4, Xbox One       | Expansionspaket till Battlefield 4                                                                        |
| Battlefield 4: Final Stand               | Frostbite 3   | 2014 | Microsoft Windows, Playstation 3, Xbox 360, Playstation 4, Xbox One       | Expansionspaket till Battlefield 4                                                                        |
| Battlefield 4: Night Operations          | Frostbite 3   | 2015 | Microsoft Windows, Playstation 3, Xbox 360, Playstation 4, Xbox One       | Expansionspaket till Battlefield 4                                                                        |
| Battlefield 4: Community Operations      | Frostbite 3   | 2015 | Microsoft Windows, Playstation 3, Xbox 360, Playstation 4, Xbox One       | Expansionspaket till Battlefield 4                                                                        |
| Battlefield 4: Legacy Operations         | Frostbite 3   | 2015 | Microsoft Windows, Playstation 4, Xbox One                                | Expansionspaket till Battlefield 4                                                                        |
| Battlefield Hardline                     | Frostbite 3   | 2015 | Microsoft Windows, Playstation 3, Xbox 360, Playstation 4, Xbox One       | |
| Battlefield Hardline: Criminal Activicty | Frostbite 3   | 2015 | Microsoft Windows, Playstation 3, Xbox 360, Playstation 4, Xbox One       | Expansionspaket till Battlefield Hardline                                                                 |
| Battlefield Hardline: Robbery            | Frostbite 3   | 2015 | Microsoft Windows, Playstation 3, Xbox 360, Playstation 4, Xbox One       | Expansionspaket till Battlefield Hardline                                                                 |
| Battlefield Hardline: Blackout           | Frostbite 3   | 2015 | Microsoft Windows, Playstation 3, Xbox 360, Playstation 4, Xbox One       | Expansionspaket till Battlefield Hardline                                                                 |
| Battlefield Hardline: Getaway            | Frostbite 3   | 2016 | Microsoft Windows, Playstation 3, Xbox 360, Playstation 4, Xbox One       | Expansionspaket till Battlefield Hardline                                                                 |
| Battlefield Hardline: Betrayal           | Frostbite 3   | 2016 | Microsoft Windows, Playstation 3, Xbox 360, Playstation 4, Xbox One       | Expansionspaket till Battlefield Hardline                                                                 |
| Battlefield 1                            | Frostbite 3   | 2016 | Microsoft Windows, Playstation 4, Xbox One                                | |
| Battlefield 1: They Shall Not Pass       | Frostbite 3   | 2017 | Microsoft Windows, Playstation 4, Xbox One                                | Expansionspaket till Battlefield 1                                                                        |
| Battlefield 1: In the Name of the Tsar   | Frostbite 3   | 2017 | Microsoft Windows, Playstation 4, Xbox One                                | Expansionspaket till Battlefield 1                                                                        |
| Battlefield 1: Turning Tides             | Frostbite 3   | 2017 | Microsoft Windows, Playstation 4, Xbox One                                | Expansionspaket till Battlefield 1                                                                        |
| Battlefield 1: Apocalypse                | Frostbite 3   | 2018 | Microsoft Windows, Playstation 4, Xbox One                                | Expansionspaket till Battlefield 1                                                                        |
| Battlefield V                            | Frostbite 3   | 2018 | Microsoft Windows, Playstation 4, Xbox One                                | |
| Battlefield 2042                         | Frostbite 3   | 2021 | Microsoft Windows, Playstation 4, Xbox One, Playstation 5, Xbox Series XS | |

## Spel i serien

### Codename Eagle
Codename Eagle är ett datorspel som släpptes i mars 2000 och som anses vara både inspirationen och tekniska föregångaren till Battlefield-serien. Det drivs av spelmotorn Refractor engine som utvecklats av Refractor Games i Stockholm. Spelstudion förvärvades av DICE år 2000 för att hjälpa till med utvecklingen av Battlefield 1942. Spelet utspelar sig år 1917, i en alternativ tidslinje då den Ryska krigsmaskinen hotar att ta över världen. Västmakterna allierar sig för att möta det ryska hotet.
Spelet innehåller både ett enspelarläge och ett flerspelarläge där upp till 14 spelare kan spela mot varandra över ett nätverk. Spelet bjuder på stora banor med flera olika typer av fordon och flygplan.

### Battlefield 1942
Battlefield 1942 är det första spelet i Battlefield-serien. Spelet gavs ut den 10 november 2002 i USA och den 20 september i Europa. Spelet utspelar sig under andra världskriget, där man kan strida på Väst- och Östfronten, Nordafrika samt i Stilla havet. Spelet fokuseras i allmänhet på samarbete mellan spelarna, till skillnad från tidigare spel i FPS-genren, samt stora flerspelarstrider med stöd för upp till 64 spelare. Spelet introducerar också det populära flerspelarläget Conquest, som ingår i alla Battlefield-spelen, där spelarna ska försöka ta kontrollen över ett antal kontrollpunkter utspridda över banan och försvara dem från motståndarlagets spelare.
Spelet har fått mycket goda betyg, med ett genomsnittsbetyg på 89% enligt GameRankings baserat på 46 recensioner, och 89 av 100 enligt Metacritic baserat på 27 recensioner. På det 6:e årliga Interactive Achievement Awards fick Battlefield 1942 pris för Bästa Online-spel, Årets PC-spel och Årets spel. Spelet fick Guldpixeln 2002 för årets onlinespel och under Dataspelsgalan 2010 fick spelet titeln som årtiondets svenska spel.
Det har också släppts två expansionspaket till spelet: Battlefield 1942: The Road to Rome (som fokuserar på den Italienska fronten) och Battlefield 1942: Secret Weapons of WWII. Det har dessutom släppts en modifikation till spelet, vid namn Desert Combat.

### Battlefield Vietnam
Battlefield Vietnam är det andra spelet i serien, som gavs ut under mars 2004 och som utvecklades av DICE:s spelstudio i Kanada: Digital Illusions Canada Inc. Som titeln tyder utspelar sig spelet under Vietnamkriget, där spelarna får strida tillsammans i krigets största konflikter. Spelet introducerar nya vapen och fordon som användes under kriget, men har samma spellägen som i det föregående spelet. Spelet har också fått goda betyg.
Det har också släppts ett antal modifikationer till Battlefield Vietnam, såsom Invasion Gotland och Point of Existence.

### Battlefield 2
Battlefield 2 är det tredje spelet inom Battlefield-serien. Spelet tillkännagavs i april 2004 och släpptes i juni 2005. Spelet utvecklades av DICE och som introducerar en ny spelmotor: Refractor 2. Till skillnad från föregångarna utspelar sig spelet i nutida miljöer, med moderna vapen och fordon.
Battlefield 2 har fått ett oerhört bra betyg från många spelkritiker, med ett samlingsbetyg på 89,91% enligt GameRankings, och 91/100 enligt Metacritic. Spelet såldes i flera miljoner exemplar redan under de första veckorna i marknaden, och sedan november 2011 hade spelet sålts i över 11 miljoner exemplar. 
Spelet fick ett expansionspaket: Battlefield 2: Special Forces den 21 november 2005. Sedan har det kommit ut två "Booster Packs": Battlefield 2: Euro Force och Battlefield 2: Armored Fury. Det har också släppts tre modifikationer: Project Reality, Point of Existence 2 samt Forgotten Hope 2.

### Battlefield 2: Modern Combat
Battlefield 2: Modern Combat är det fjärde spelet och första konsolspelet inom Battlefield-serien. Spelet gavs ut den 24 oktober 2005 i USA och den 18 november i Europa för Xbox och Playstation 2. Det har också släppts en Xbox 360-version under april 2006. Spelet innehåller ett enspelarläge, som handlar om ett propagandakrig mellan NATO och Kina i Kazakstan. Det innehåller ett flerspelarläge med stöd för 24 spelare. Dock har flerspelarläget inom Xbox-versionen lagts ned.
Modern Combat har fått i överlag rätt så positiva betyg från många spelkritiker.

### Battlefield 2142
Battlefield 2142 är det femte spelet i serien, som gavs ut under oktober 2006 och som drivs av en modifierad Refractor 2-motor. Det är det första och enda spelet i serien med science-fiction-tema. Det utspelar sig i framtiden, under år 2142 då en ny istid har drabbat världen och de nordliga länderna slåss om de sista isfria områdena längre söderut om världen. Det introducerar framtida vapen, fordon och utrustningar samt ett nytt spelläge, Titan Mode, där spelarna ska försöka förinta motståndarspelarnas "Titan", ett gigantiskt svävande transportskepp. 
Battlefield 2142 har fått positiva recensioner från olika spelkritiker, men har fått lägre betyg än sina föregångare. Den 8 mars 2007 släpptes expansionspaketet Battlefield 2142: Northern Strike.

### Battlefield: Bad Company
Battlefield: Bad Company är det sjätte spelet i serien, som gavs ut under juni 2008 för Playstation 3 och Xbox 360. Spelet introducerar en ny spelmotor vid namn Frostbite Engine, som tillåter spelaren att förstöra väggar på byggnader, samt på miljöerna man går på. Spelet utspelar sig i ett nära framtida krig mellan Ryssland och USA. Man får följa med en fyramannagrupp från amerikanska arméns "B" kompani inom 222nd Army Battalion, mer känd som "Bad Company".
Spelet har ett flerspelarläge för upp till 24 spelare. Förstörelse spelar en viktig roll i onlinestriderna, då varje spelfigur har minst ett sätt att kunna demontera en byggnad. Spelet fick positiva recensioner, och många spelkritiker berömde spelets förstörbara miljöer, stora banor, högkvalitativa ljud, humoristiska karaktärer i enspelarläget och dess stora utbud av fordon.

### Battlefield Heroes
Battlefield Heroes är det sjunde spelet och första gratisspelet inom Battlefield-serien, utvecklat av DICE och deras dotterbolag Easy Studios och som gavs ut den 25 juni 2009. Det är det första som släpps under EA:s Play 4 Free-modell, vilket innebär att spelet är gratis att spela då pengar dras in från annonser och mikrobetalningar. Det har ett annorlunda spelsätt och design jämfört med de andra spelen i serien, då det är tecknat och spelas i tredjepersonsvy. Spelet har fått mindre bra betyg, med ett genomsnittsbetyg på cirka 73,13% enligt Gamerankings och 69 av 100 från Metacritic. 

### Battlefield 1943
Battlefield 1943 är det åttonde spelet i Battlefield-serien och är ett nedladdningsbart konsolspel som gavs ut under juli 2009 till Xbox Live Arcade och Playstation Network. Spelet utspelar sig i strider mellan amerikaner och japaner på Stillahavsfronten under andra världskriget. Spelet är mycket likt Battlefield 1942, och får nog sägas vara mer som en remake än en uppföljare till spelet. Spelet innehåller tre banor, samt en nedladdningsbar bana, och som drivs av Frostbite Engine.

### Battlefield: Bad Company 2
Battlefield: Bad Company 2 är det nionde spelet i Battlefield-serien, och en direkt uppföljare till Battlefield: Bad Company. Det gavs ut till både PC och konsol under mars 2010. I enspelarkampanjen får spelaren följa B-kompaniet från det förra spelet på ett nytt uppdrag i Sydamerika. Spelets flerspelarläge stödjer upp till 32 personer på PC och 24 på konsol, och har minst 14 banor som utspelar sig i Nord- och Sydamerika. Spelet introducerar också Frostbite 1.5, som nu tillåter spelaren att rasera en hel byggnad, inte bara dess väggar.
Battlefield: Bad Company 2 fick en hel del höga betyg från många spelkritiker, där många berömde spelets engagerande enspelarläge, minnesvärda karaktärer, förstörbara miljöer och framförallt det fantastiska flerspelarläget. Playstation 3 och Xbox 360-versionerna av spelet fick en sammanräknad poäng på 88 av 100 av Metacritic, medan PC-versionen fick 87 av 100. I maj 2010 hade spelet sålt mer än 5 miljoner exemplar, och den 30 juni 2011 hade spelet sålts i över 9 miljoner exemplar på både PC och konsol.
Spelet fick ett expansionspaket, Battlefield Bad Company 2: Vietnam, som gavs ut i december 2010. Expansionspaketet innehåller 5 nya banor, 15 vapen och 6 fordon från Vietnamkriget.  

### Battlefield Online
Battlefield Online är ett gratisspel inom Battlefield-serien, utvecklat av den koreanska spelstudion Neowiz Games. Spelet är en remake av Battlefield 2, men drivs av Refractor 2. Spelet gavs ut den 25 mars 2010.

### Battlefield Play4Free
Battlefield Play4Free är det tionde spelet i Battlefield-serien, samt det tredje gratisspelet. Spelet utvecklades av Easy Studios, och som drivs av Refractor 2-motorn. Spelet använder sig av modifierade Battlefield 2-kartor, Battlefield: Bad Company 2:s vapen, fordon och klasser, i kombination med Battlefield Heroes spelmodell. 

### Battlefield 3
Battlefield 3 är det elfte spelet inom Battlefield-serien. Spelet utvecklades av DICE och som gavs ut under oktober 2011 till både PC och konsol. Spelet introducerar Frostbite 2, som genererar realistisk grafik och ökad miljöförstörelse. Spelet har ett enspelarläge som utspelar sig i länder såsom Iran, Frankrike, Azerbajdzjan och USA. Dess flerspelarläge har stöd för 64 spelare på PC och 24 spelare på konsol. 
Battlefield 3 har fått mycket höga betyg från flera spelkritiker och har fått ett flertal priser. Spelet såldes i cirka 5 miljoner exemplar under den första vecka efter lanseringen. Spelets första expansionspaket, Battlefield 3: Back to Karkand, gavs ut i december 2011. Expansionspaketet innehöll 4 banor från Battlefield 2. Spelläget Conquest Assault reintroducerades på nytt. Sedan gavs 3 expansionspaket ut under 2012: Battlefield 3: Close Quarters i juni som utspelar sig på 4 små kompakta banor, expansionspaketet införde ett nytt spelläge: Conquest Domination, och ett äldre: Gun Master. Battlefield 3: Armored Kill i september som innehöll de största banorna i Battlefield-serien hittills, Det nya spelläget Tank Superiority introducerades. Battlefield 3: Aftermath i december som utspelar sig strax efter jordbävningen i Teheran. Expansionspaketet introducerade ett nytt spelläge: Scavanger. Det sista släpptes i mars 2013, Battlefield 3: End Game. Expansionspaketet innehåller 4 nya banor och två gamla spellägen som varit efterlängtat av många: Air Superiority och Capture The Flag.

### Battlefield 4
Battlefield 4 är det tolfte spelet inom Battlefield-serien. Det offentliggjordes först i juni 2012, i samband med en reklamkampanj för Medal of Honor: Warfighter. Spelet använder sig av Frostbite 3, som kan skapa mer realistiska omgivningar med texturer med högre upplösning än tidigare. Spelet utspelar sig i nutiden, mycket av det i Azerbaijan, Shanghai, Singapore, m. fl.

### Battlefield Hardline
Battlefield Hardline är det trettonde spelet inom Battlefield-serien. Spelet utvecklades av Visceral Games tillsammans med DICE och gavs ut mars 2015.

### Battlefield 1
Battlefield 1 är det fjortonde spelet inom Battlefield-serien. Spelet utspelar sig i första världskriget och släpptes 21 oktober 2016.

### Battlefield V
Battlefield V är det femtonde spelet inom Battlefield-serien och hade sin release 20 november 2018.

### Battlefield 2042
Battlefield 2042 är det sextonde spelet inom Battlefield-serien och hade sin release 19 november 2021.

## Mottagande
Battlefield-serien har fått en hel del olika samlingsbetyg. En hel del spel; såsom Battlefield 1942, Battlefield Vietnam, Battlefield 2, Bad Company-serien, Battlefield 1943, Battlefield 3 och Battlefield 1, har fått mycket positiva betyg. Andra spel har fått medelbra betyg, som bland annat Battlefield 2: Modern Combat och Battlefield 2142, medan vissa spel, såsom Codename Eagle, Battlefield Heroes och Battlefield Play4Free, har fått dåliga betyg.
I slutet av 2008 hade serien sålt i 17 miljoner exemplar och endast 2 år senare hade den siffran nästan fördubblats till runt 30 miljoner. När Battlefield 3 gavs ut såldes över 5 miljoner exemplar på bara en vecka, vilket gjorde spelet till det snabbast säljande spelet i EA:s historia. Detta betydde också att över 50 miljoner Battlefield-spel har sålts världen över.
| Spel                         | Metacritic                                                        | GameRankings                                                      |
| ---------------------------- | ----------------------------------------------------------------- | ----------------------------------------------------------------- |
| Codename Eagle               | Saknas                                                            | 61,58%                                                            |
| Battlefield 1942             | 89/100                                                            | 88,67%                                                            |
| Battlefield Vietnam          | 84/100                                                            | 83,50%                                                            |
| Battlefield 2                | 91/100                                                            | 89,91%                                                            |
| Battlefield 2: Modern Combat | (Xbox) 80/100 (PS2) 80/100 (X360) 77/100                          | (Xbox) 81,03% (PS2) 80,87% (X360) 77,36%                          |
| Battlefield 2142             | 80/100                                                            | 79,77%                                                            |
| Battlefield: Bad Company     | (PS3) 84/100 (X360) 83/100                                        | (PS3) 84,79% (X360) 83,64%                                        |
| Battlefield Heroes           | 69/100                                                            | 73,13%                                                            |
| Battlefield 1943             | (PS3) 84/100 (X360) 83/100 (PC) 82/100                            | (PS3) 85,90% (X360) 84,90% (PC) 85,00%                            |
| Battlefield: Bad Company 2   | (PS3) 88/100 (X360) 88/100 (PC) 87/100                            | (PS3) 88,86% (X360) 89,10% (PC) 88,28%                            |
| Battlefield Play4Free        | 68/100                                                            | Saknas                                                            |
| Battlefield 3                | (PC) 89/100 (PS3) 85/100 (X360) 84/100                            | (PC) 86,82% (X360) 85,01% (PS3) 84,71%                            |
| Battlefield 4                | (PS4) 86/100 (PC) 81/100 (XONE) 81/100 (PS3) 80/100 (X360) 79/100 | (PS4) 85,00% (PS3) 80,50% (PC) 79,47% (X360) 77,71% (XONE) 75,00% |
| Battlefield Hardline         | (PS4) 73/100 (PC) 71/100 (XONE) 71/100                            | (XONE) 75,00% (PC) 73,88% (PS4) 73,16%                            |
| Battlefield 1                | (PS4) 89/100 (PC) 88/100 (XONE) 87/100                            | (PS4) 87,91% (PC) 87,52 % (XONE) 86,30%                           |